# Arno (cantante)
Arnold Charles Ernest Hintjens, noto come Arno (Ostenda, 21 maggio 1949 – Bruxelles, 23 aprile 2022), è stato un cantautore e attore belga.
Pubblicò dischi anche con un secondo nome d'arte, Charles, mentre al cinema fu accreditato talora come Arno Hintjens.

## Biografia

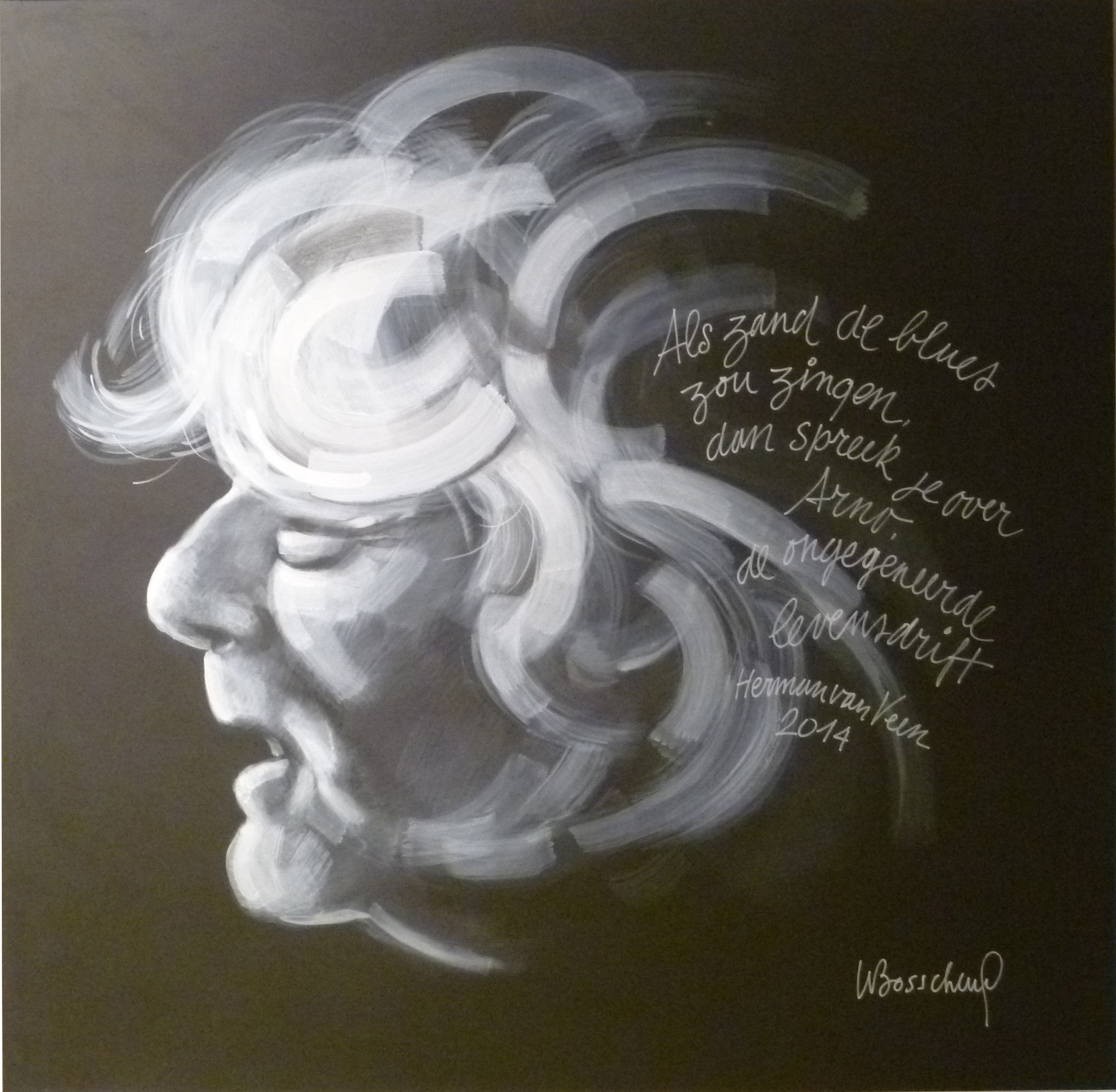
Arno raffigurato dal pittore belga Willy Bosschem

Incise dischi da solista e in alcune formazioni. Ebbe successo soprattutto in Francia: il governo di quel paese gli conferì il titolo di Chevalier des Arts et des Lettres.
Come attore è ricordato per aver interpretato un ruolo nel discusso film Camping Cosmos.
Arno è morto il 23 aprile del 2022 per le complicazioni di un cancro al pancreas che l'aveva colpito tre anni prima.

## Discografia

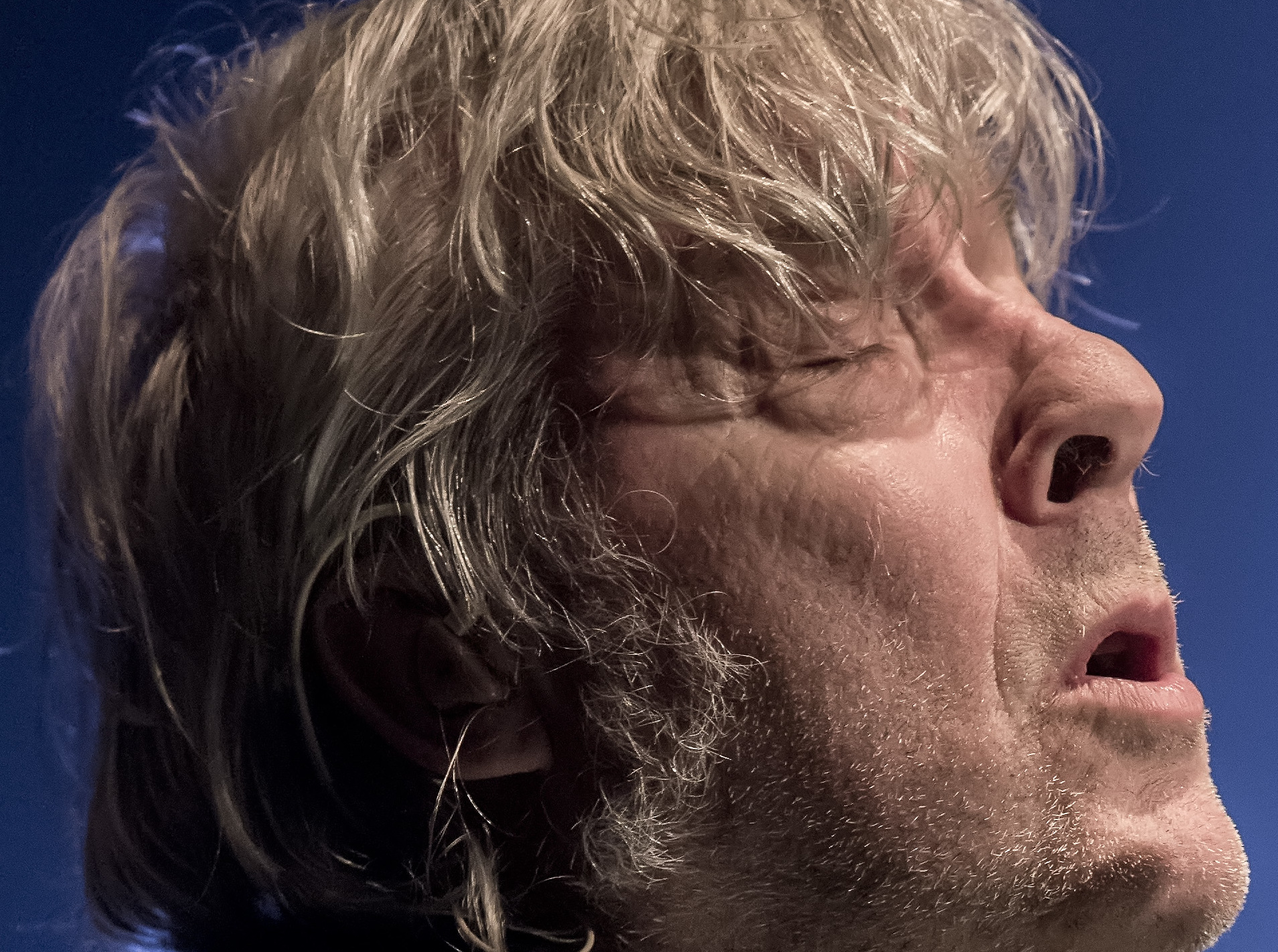
Arno durante un concerto di fine 2017

### Solista
- Arno (1986)
- Charlatan (1988)
- Ratata (1990)
- Tracks From The Story (1992)
- Idiots Savants (1993)
- Water (1994) con the Subrovnicks
- À La Française (1995)
- Live À La Française (1997)
- Give Me The Gift (1997)
- European Cow Boy (1999)
- À Poil Commercial (1999)
- Le Best Of (2000)
- Arno Charles Ernest (2002)
- Longbox (2002)
- French Bazaar (2004)
- Live in Brussels (2005)
- Jus De Box (2007)
- Covers Cocktail (2008) allegato al magazine Humo
- Brussld (2010)
- Future Vintage (2012)
- Le coffret essentiel (2014)

### Freckleface
- Freckleface (1972)

### Con Tjens Couter
- Who Cares (1975)
- Plat Du Jour (1978)
- Singles 1975-1980 (1978)
- If It Blows (Let It Blow) (raccolta, 1991)

### Con TC Matic
- TC Matic (1981)
- L'Apache (1982)
- Choco (1983)
- Yé Yé (1985)
- Compil Complet! (2000)
- TC Matic - The Essential (2003)

### Come Charles
- Charles Et Les Lulus (1991) con Roland Vancampenhout, Adriano Cominotto e Piet Jorens
- Charles and the White Trash European Blues Connection (1998)

## Filmografia parziale
- Camping Cosmos, regia di Jan Bucquoy (1996)
- Alors voilà, regia di Michel Piccoli (1997)
- J'ai toujours rêvé d'être un gangster, regia di Samuel Benchetrit (2007)
- Les Barons, regia di Nabil Ben Yadir (2009)

## Onorificenze
- Cavaliere della Ordine delle arti e delle lettere (2002)[2]
- Académie Charles-Cros Grand Prix du Disque per la canzone francese (Charles Ernest, 2002)
- Cittadino onorario della città di Bruxelles (2017)[3]
- Cittadino onorario della città di Ostenda (2018)[4]
- Music Industry Lifetime Achievement Award: 2019[5]
- Ufficiale della Ordine della Corona (2022)[6]